# Convento de la Inmaculada Concepción (Ciudad Real)
El convento de la Inmaculada Concepción es un edificio de la ciudad española de Ciudad Real, en Castilla-La Mancha. Cuenta con el estatus de Bien de Interés Cultural.

## Descripción
El inmueble se ubica en la plaza de la Inmaculada Concepción de la ciudad de Ciudad Real, capital de la provincia homónima, en la comunidad autónoma de Castilla-La Mancha.
El convento fue edificado en el siglo XVI. Del conjunto destaca la iglesia, en buen estado de conservación, producto de una restauración. Su interior es de planta basilical. El exterior es la parte más notable. Aparecen contrafuertes, de alta envergadura, cubiertas a tres aguas con teja curva, que encuadra la portada a manera de nártex. Toda ella es de fábrica de pequeños tapiales de mampostería con abundante aparejo de ladrillo en verdugadas y ángulos, todo visto, esto apoya en un cimiento de mampuestos. La cubierta es a dos aguas en la nave y a cuatro en el crucero, fundado sobre formas de madera y acabadas en teja curva.
En el pie de la iglesia se alza un cuerpo rectangular de ladrillo de dos plantas por encima de la nave. La última de estas plantas, con terraza cubierta y con típicas celosías de clausura, tiene un voladizo que apoya en un alero producido por una serie de canes unidos por pequeños arcos. Sobre el muro, por encima del nártex, aparece la espadaña, que pudiera ser posterior al conjunto; está formada por ladrillo, dos arcos de medio punto y un remate típicamente barroco. Su interior está muy restaurado.

## Estatus patrimonial
El edificio fue declarado bien de interés cultural, en la categoría de monumento, el 26 de noviembre de 1991, mediante un decreto publicado el día 18 de diciembre de ese mismo año en el Diario Oficial de Castilla-La Mancha (DOCM).